# Graptomyza minor
Graptomyza minor är en tvåvingeart som beskrevs av Tokuichi Shiraki 1963. Graptomyza minor ingår i släktet Graptomyza och familjen blomflugor. Inga underarter finns listade i Catalogue of Life.